# Hackney-Pony
Das Hackney-Pony (auch Zwerg-Hackney) ist die Pony-Version des Hackneys. Sein Stockmaß unterschreitet 147 cm. Charakteristisch für diese vorrangig im englischsprachigen Raum verbreitete Rasse ist die hohe Knieaktion im Trab. Die meist in Showpferde-Wettbewerben eingesetzte Pferderasse wird in vier Zuchtrichtungen unterteilt.
Hintergrundinformationen zur Pferdebewertung und -zucht finden sich unter: Exterieur, Interieur und Pferdezucht.

## Exterieur

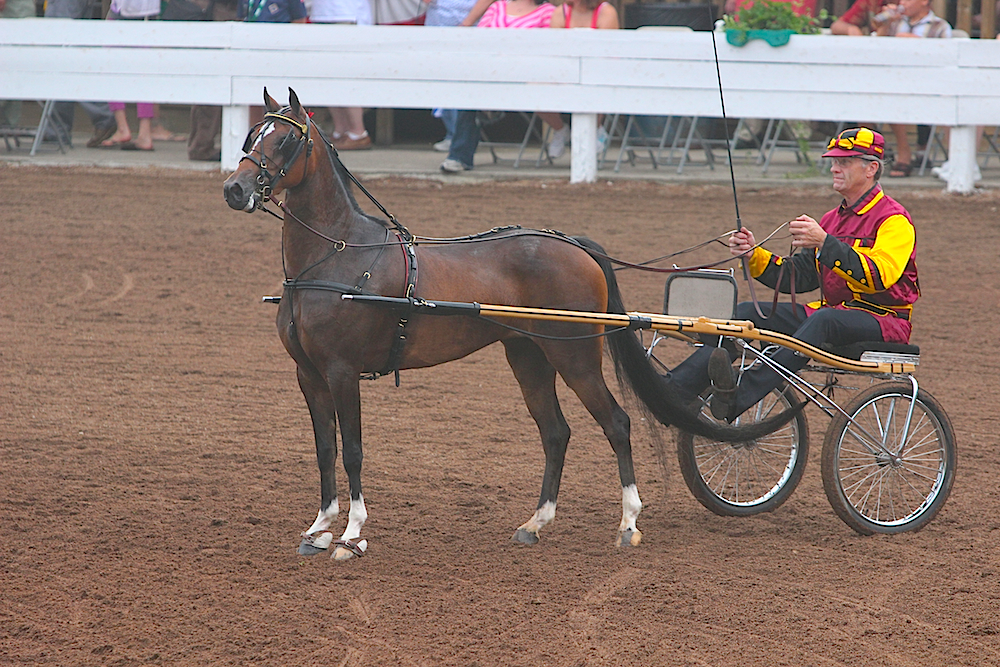
Hackney-Pony im Stand

Das Hackney-Pony ähnelt seinem großen Bruder, dem Hackney, sehr, jedoch weist es typische Ponymerkmale, wie kleine Ohren und ein feines Maul auf.
Charakteristisch für diese Ponyrasse ist ein kleiner Kopf, der ein gradliniges Profil, wache Augen, spitz zulaufende, agile, ponytypische Ohren und eine filigrane Maulpartie aufweist. Das Genick ist leicht, daran schließt ein gut aufgesetzter und wohlgeschwungener, jedoch etwas kurzer Hals, der aus einer mittellangen Schulter entspringt, an. Der Ellenbogen liegt frei von den Rücken, eine Voraussetzung für die freie Trabaktion. Der im Verhältnis eher kurze Rücken geht in eine Kruppe mit hohem Schweifansatz über, allerdings ist diese weniger kräftig bemuskelt und nicht so gerade wie die des Hackneys. Das leichte, feine Fundament ist mit langen Röhrbeinen und knappen Gelenken versehen. Die Hufe sind groß, steil gewinkelt und weisen hohe Trachten, die normalerweise bewusst zur Verstärkung dieses Eindrucks lang belassen werden, auf. Das Langhaar ist sehr fein, der einst kurz kupierte Schweif wird heutzutage naturbelassen.
Die Farbgebung betreffend, treten vorrangig Rappen und Braune in allen Schattierungen, seltener Füchse und Schimmel auf, Abzeichen können auftreten, großflächige weiße Markierungen sind jedoch nur wenig verbreitet.
Das Stockmaß beläuft sich auf unter 147 cm, ansonsten gelten die Pferde als Hackneys. Normalerweise beträgt die Widerristhöhe jedoch nicht unter 122 cm.

## Gangarten

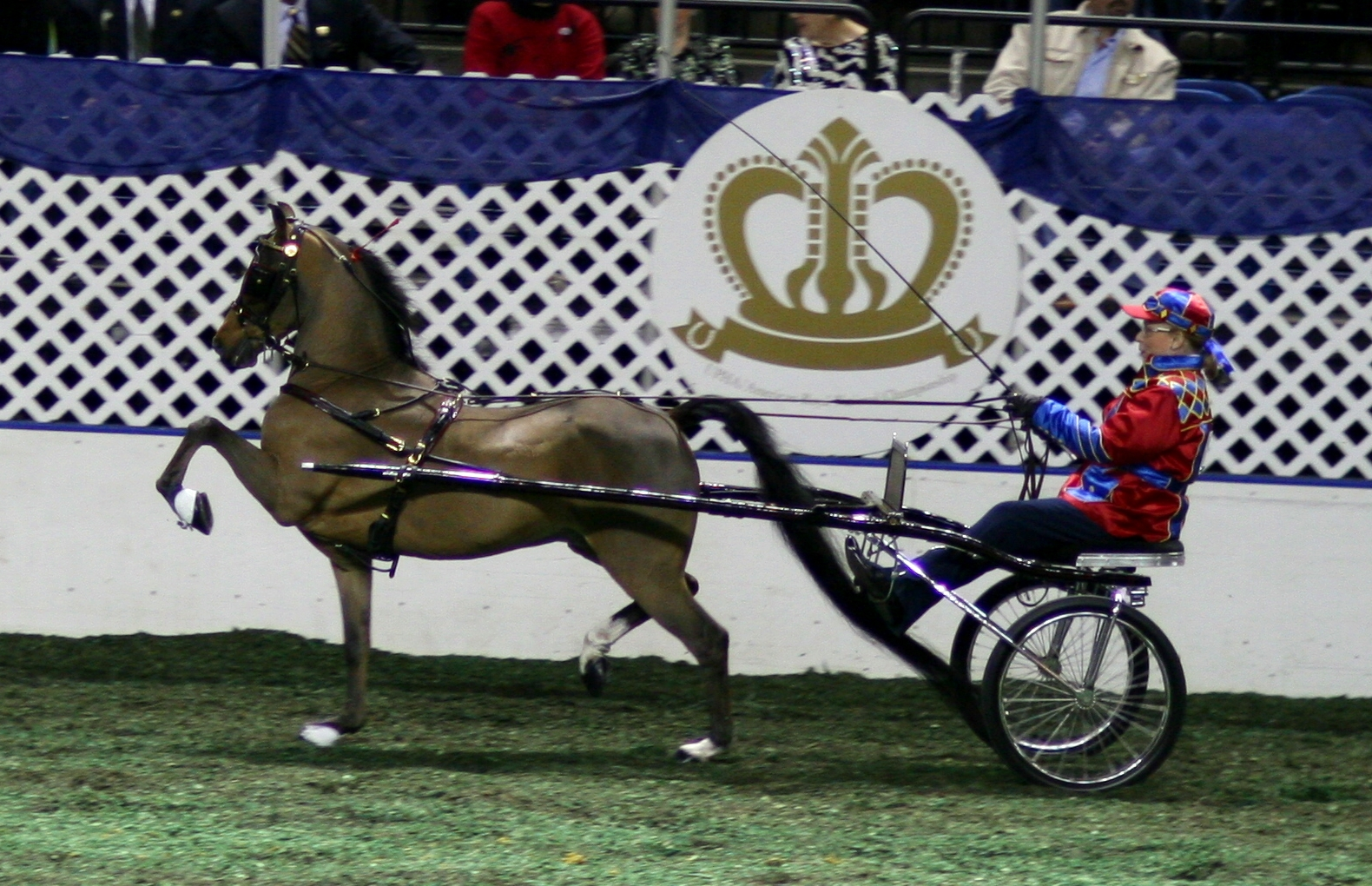
Hackney-Pony vor der Kutsche. Deutlich zu sehen ist die äußerst hohe Knieaktion.

Bei genügend raumgreifender Aktion ist der Schritt elastisch federnd und energisch. Für das Hackney-Pony und den Hackney ist jedoch der Trab mit extrem hoher, extravaganter Aktion charakteristisch. Dennoch zeichnet das Hackney-Pony in dieser Gangart ein weiter Vortritt aus, des Weiteren fußen die Hinterbeine weit unter dem Schwerpunkt. Die Galoppade ist aufwändig, die Springanlagen beachtlich.

## Interieur
Das Hackney-Pony besitzt ein aufmerksames Wesen und ein selbstbewusstes Auftreten. Es ist ausgesprochen temperamentvoll, aber leistungswillig, gelehrig und eifrig.

## Verwendung

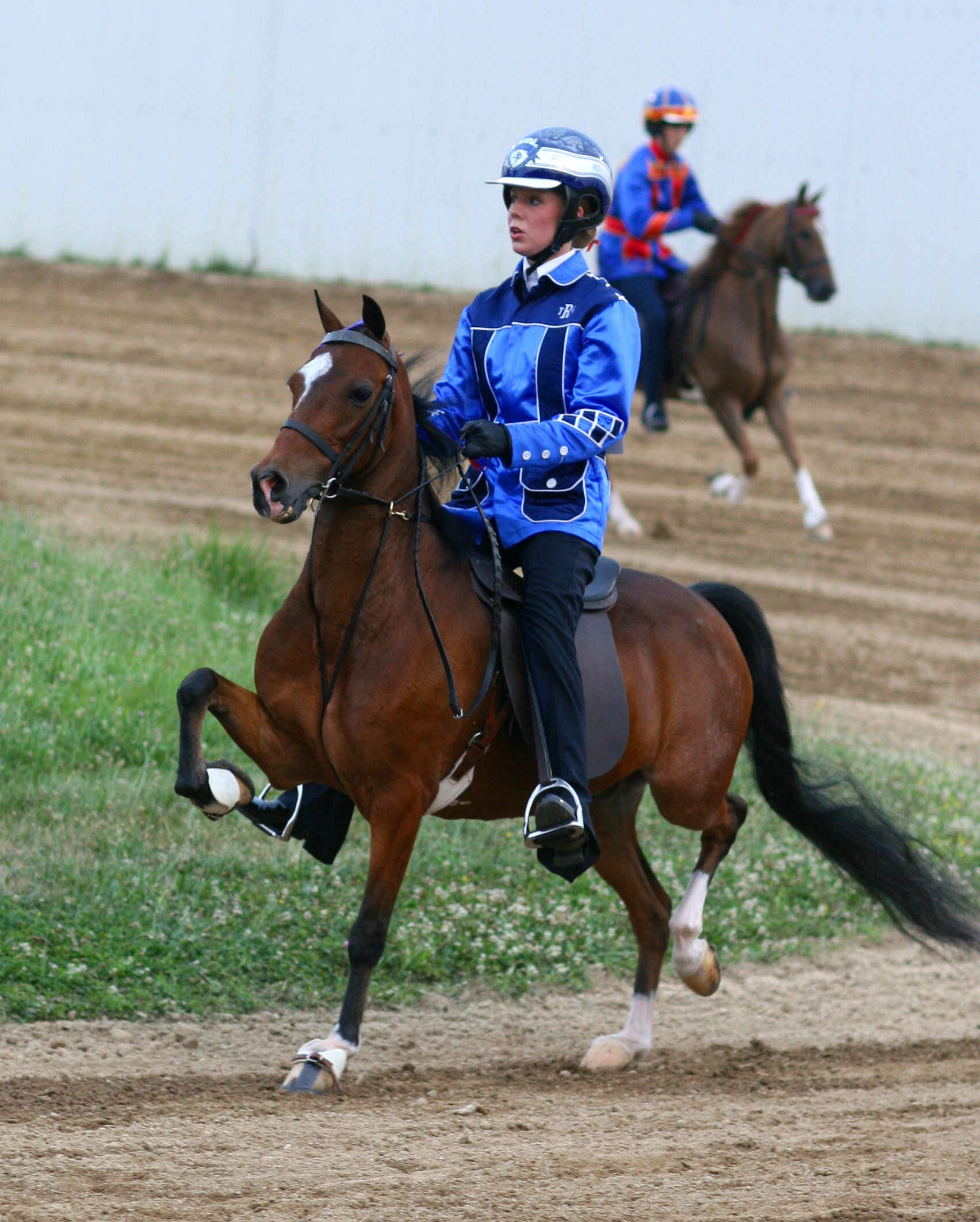
Hackney-Pony unter dem Sattel

Vorrangig wird das Hackney-Pony als Showpferd vor der Kutsche eingesetzt. Die Präsentation findet meist im Sielengeschirr vor einem vierrädrigen, leichten Turnier-Buggy statt. Diese Pferderasse findet aber auch Verwendung im kombinierten Fahren und als Reitpferd.

## Zucht

### Zuchtrichtungen
Innerhalb des Hackney-Ponys wird in vier verschiedene Zuchtrichtungen unterschieden, welche in Stockmaß, Einsatzgebiet und Erscheinungsbild differieren.
- Die Hackney-Pony-Zuchtrichtung ist ein dynamisches Pony mit sehr hoher Knieaktion, das eine maximale Widerristhöhe von 147 cm aufweisen darf. Im Showring wird es mit geflochtener Mähne und gekürztem Schweif vor einem Viceroy genannten, vierrädrigem Wagen entweder einzeln oder als Zweispänner präsentiert.[4]
- Das Roadster-Pony ist eine sehr populäre und schnelle Zuchtvariation. Es misst maximal 132 cm Stockmaß und wird normalerweise vor einer zweirädrigen Kutsche präsentiert. Bei den Turnieren werden sie im Jog Trot (langsamer, entspannter Trab mit tief getragenem Hals; meist beim Westernreiten genutzt), Road Trot (ein aufwändiger, federnder Trab mit möglichst langen Schritten) und dem „Speed“ (beschleunigter Road Trot) vorgeführt.[4]
- Das Harness-Pony ist ebenso wie das Hackney-Pony ein dynamisches Pony mit extrem hoher Knieaktion, besitzt jedoch eine geringere Widerristhöhe von maximal 127 cm. Es muss mit ungekürztem Schweif und langer Mähne in Wettbewerben als Ein- oder Zweispänner vor einer vierrädrigen Kutsche (genannt Viceroy) präsentiert werden.[4]
- Das Pleasure-Pony ist die jüngste Hackney-Pony-Zuchtrichtung. Die Ponys, die eine maximale Widerristhöhe von 147 cm aufweisen dürfen, werden entweder bei Pleasure-Driving-Wettbewerben, bei denen die Ponys möglichst gehorsam und willig in Schritt und Trab vor der Kutsche präsentiert werden, oder unter dem Sattel in Reitwettbewerben für Jugendliche eingesetzt.[4]

### Geschichte
Die Hackney-Pony-Zucht nahm im späten 19. Jahrhundert ihren Anfang. Bei einem Zuchtexperiment kreuzte Christopher Wilson Pferde und Ponys verschiedener Rassen, unter anderem Fell-Ponys, Hackneys, Traber, Englische Vollblüter, Norfolk Trotter, Welsh-Ponys, eventuell auch die ausgestorbenen Galloways, unter der Verwendung von Inzucht. Seine Zucht war ausgesprochen erfolgreich und wurde als „Wilson-Pony“ bezeichnet. 1892 verkaufte er sein gesamtes Gestüt bei einer Auktion, die meisten Ponys gingen an eine Zucht im englischen Flordon, welche jedoch vier Jahre später ebenfalls bei einer Auktion aufgelöst wurde. Die hohen, dabei erzielten Summen verleiteten eine Reihe von Züchtern zum Aufbau ihrer eigenen Gestüte. Zwei Gestüte in Derbyshire und im englischen Melbourne legten den Grundstein für eine konsolidierte Zucht.
Der erste Export eines Hackney-Ponys in die USA fand 1878 statt.

### Bestand und Verbreitung
Wie beim Hackney, ist die Zucht des Hackney-Ponys nicht mehr regional beschränkt, Gestüte finden sich auf den gesamten Britischen Inseln, der Schwerpunkt dürfte nach wie vor aber in England liegen. Darüber hinaus ist diese Ponyrasse in den meisten englischsprachigen Ländern vertreten, besonders in den USA hat die Rasse erfreut sie sich größerer Beliebtheit.
In den USA beläuft sich der Bestand auf unter 300 Exemplare (hier zusammen mit dem Hackney), in Kanada liegt er bei ungefähr 20 Stück, in Australien bei 60 bis 100 Tieren. In Großbritannien ist die Populationsgröße unbekannt, ihr dortiger Status wird vom Rare Breeds Survival Trust als „critical“ (kritisch) eingestuft. In Deutschland ist sie nicht an das Domestic Animal Diversity Information System der UN gemeldet.